# Salomon Dedel
Salomon baron Dedel (Amsterdam, 25 april 1775 - Londen, 17 augustus 1846) was een Nederlands diplomaat.

## Familie
Dedel was een lid van de familie Dedel en een zoon van schout-bij-nacht Salomon Dedel (1736-1800) en Sara Maria van de Poll (1748-1831). Hij trouwde in 1810 met Catharina Schimmelpenninck (1790-1842), lid van de familie Schimmelpenninck en dochter van mr. Rutger Jan Schimmelpenninck (1761-1825); uit dit huwelijk werden drie kinderen geboren.

## Leven en werk
Dedel was als zesjarige een van de opvarenden van de Nederlandse schepen die in de slag bij de Doggersbank een overwinning op de Engelsen behaalden. De vader van Salomon had hem mee aan boord van de escorterende vloot genomen. Bij Koninklijk Besluit van Koning Willem II der Nederlanden werden op 5 augustus 1843, dus 62 jaar na de slag de vier nog levende "personen van aanzien" die de slag nog hadden meegemaakt, waaronder Salomon, benoemd tot Ridder IIIe klasse in de Militaire Willems-Orde. Salomon baron Dedel had jarenlang hardnekkig op een Willemsorde voor zichzelf aangedrongen al was hij in 1781 pas zes jaar oud geweest.
Dedel trad in 1803 in diplomatieke dienst als legatiesecretaris te Parijs. Van 1807 tot 1809 was hij minister plenipotentiaris te Stuttgart. Vanaf 1815 was hij buitengewoon gezant en gevolmachtigd minister, laatstelijk vanaf 1833 te Londen.